# 科羅口孵非鯽
科羅口孵非鯽，為輻鰭魚綱鱸形目隆頭魚亞目慈鯛科的其中一種，分布於非洲Pangani河及Zigi河流域，體長可達20.8公分，棲息在河川中底層水域，可作為觀賞魚，生活習性不明。